# Demetrios I Soter
Demetrios I Soter (tiếng Hy Lạp:  Δημήτριος Α' Σωτήρ; khoảng 187 TCN – 150 TCN), là một vị vua Hy Lạp hóa của vương quốc Seleukos.

## Những sự kiện trước khi lên ngôi
Ông đã bị gửi tới La Mã làm con tin trong suốt triều vua cha Seleukos IV Philopator và mẹ ông Laodice IV. Sau khi Seleukos IV bị ám sát bởi Heliodoros vào năm 175 TCN, Người chú của ông Antiochos IV Epiphanes đã giành lấy lợi thế khi mà Demetrios đang làm con tin ở Rome, để giành lấy ngai vàng. Khi Antiochos IV qua đời năm 163 trước Công nguyên, cậu con trai 9 tuổi của ông ta, Antiochos V Eupator đã được tôn làm vua bởi Lysias. Demetrios khi đó đã được 22 tuổi. Ông đã thỉnh cầu viện nguyên lão La Mã khôi phục lại ngai vàng Syria cho mình, nhưng đã bị từ chối, vì người La Mã tin rằng Syria cần phải được cai trị bởi một cậu bé chứ không phải là một người đàn ông  Hai năm sau, triều đại của Antiochos V càng lúc càng trở nên suy yếu bởi vì Rome đã gửi một đại sứ tới để đánh chìm bớt số tàu chiến của ông ta và hạn chế số voi vì vi phạm của ông ta với hiệp ước Hòa bình Apamea, dự trữ quá nhiều vũ khí. Demetros thoát khỏi khỏi sự giam giữ và được chào đón trở lại ngôi vua của Syria vào năm 161 trước Công nguyên . Ông ngay lập tức giết chết vua Antiochos V và Lysias.

## Chiến công
Demetrios được người Babylon đặt cho tên hiệu Soter vì có công giải thoát họ khỏi sự tàn bạo của tổng trấn xứ Media là Timarchus. Timarchus, người đã xuất sắc trong việc phòng thủ Media chống lại sự xuất hiện của người Parthia, dường như đã lợi dụng sự tín nhiệm của Demetrius để tự mình tuyên bố trở thành một ông vua độc lập và mở rộng lãnh địa của hắn vào Babylon. Tuy nhiên, lực lượng của Timarchus không đủ để đối phó với vua nhà Seleukos: Demetrius đánh bại và giết chết Timarchus năm 160 TCN và phế truất Ariarathes, vua Cappadocia. Vương quốc Seleukos tạm thời đã thống nhất lại.
Trong lịch sử xứ Do Thái, Demetrios nổi danh vì đã đánh bại cuộc nổi dậy Maccabee, giết chết Judas Maccabaeus vào năm 160 trước Công Nguyên . Demetrius có thể đã kết hôn với em gái của mình Laodice V, người mà ông đã có ba con trai Demetrius II Nicator, Antiochus VII Sidetes và Antigonos.

## Hi sinh
Theo sử sách, Heracleides, anh của tên nội phản Timarchus, đã giúp Alexandros Balas, kẻ tự nhận là con trai hợp pháp của Antiokhos IV Epiphanes tiếm ngôi. Heracleides đã thuyết phục Viện nguyên lão La Mã trợ giúp cho tên giả mạo đánh Demetrios.
Người Do Thái cũng đã có một vai trò quan trọng trong sự sụp đổ của Demetrios I. Alexandros Balas đi cùng với một đội quân lính đánh thuê, đổ bộ và chiếm Ptolemais, sau đó cai trị như một vị vua đối thủ của vua nhà Seleukos trong năm 152 TCN. Ông ta bổ nhiệm Jonathan Maccabaeu, em trai và người kế nhiệm của Judas Maccabaeus, là giáo sĩ tối cao của xứ Judea, để người Do Thái trở thành một đồng minh của mình. Jonathan, người đã sinh ra trong một gia đình giáo sĩ. nhưng không phải từ Zadok, đã đoạt lấy tước hiệu vào tháng Tishri, năm 152 TCN  Khi Demetrios nghe nói về điều đó, ông đã viết một lá thư ban nhiều đặc quyền hơn cho Jonathan (1 Macc. 10:25-45). Người Do Thái đã không tin vào nhà vua, bởi vì các cuộc bách hại trong quá khứ của ông đối với người Do Thái. Họ tham gia vào phe Balas, người đã đánh bại và giết chết Demetrios I vào năm 150 trước Công nguyên.